# Міжнародний транспортний коридор Північ — Південь
«Північ — Південь»  (NS) — міжнародний транспортний коридор, який покликаний забезпечити транспортне сполучення між РФ та Індією через Іран.
Основними переваги МТК «Північ — Південь» перед іншими маршрутами (зокрема перед морським маршрутом через Суецький канал) називаються: скорочення в два і більше рази відстані перевезень, а також зниження вартості перевезення контейнерів  у порівнянні з вартістю транспортування по морському шляху.

## Країни-учасники
1999 року група індійських, іранських та російських транспортних фірм підписали генеральну угоду про експортно-імпортне транспортування контейнерів по міжнародному транспортному коридору Шрі-Ланка — Індія — Іран — Каспійське море — Росія. Угода визначала організацію цього транспортування, відповідальність учасників, приблизні внески та терміни проходження вантажів в 20 і 40-футових контейнерах.
12 вересня 2000 року під час другої Євроазійської конференції з транспорту в Санкт-Петербурзі було підписано міжурядову угоду про створення коридору «Північ — Південь» Країнами-учасницями стали Росія, Іран та Індія.. У лютому 2002 року Державна Дума РФ і Рада Федерації РФ прийняли Федеральний Закон про ратифікацію Угоди про міжнародний транспортний коридор «Північ-Південь». У травні 2002 року в Санкт-Петербурзі міністрами транспорту країн-учасниць було підписано протокол про офіційне відкриття коридору.
З 2000 по 2002 року коридором були направлені сотні індійських контейнерів. Перевезення здійснювалися групою фірм у складі ірано-індійської фірми «Іран-Хенд» та змішаної ірано-російської компанії «Ірсотр», за участю фірми-координатора «Реджі». Практика показала, що час перевезення контейнерів від порту Бендер-Аббас на узбережжі Перської затоки до порту Ензелі на Каспійському морі становило 4 дні з урахуванням митних формальностей. Час перевезення від Бендер-Аббаса становило 13 днів. 
Проте надалі, зважаючи на багато технічних складнощів, контейнерні перевезення по коридору «Північ-Південь» обмежилися маршрутом Росія — Іран — Росія. Перевезення контейнерів з Індії через Астрахань були заморожені. Проте проєкт, як і раніше, залишався привабливим та пізніше до договору приєдналися Азербайджан, Вірменія, Білорусь, Казахстан, Оман, Сирія. Подали заявки на приєднання Туреччина та Україна.
Останнім часом однією з найбільш активних країн-учасниць є Казахстан. Для якої маршрут Північ — Південь дозволяє переорієнтувати експортні поставки через територію Росії та Чорне море в країни Перської затоки. Однак для Казахстану цільовим вантажем є не контейнери, а зерно.

## Опис
Товарний ринок оцінюється в 25-26 млн тонн до 2015 року. Очікується, що будівництво залізничної ділянки між Іраном та Азербайджаном скоротить на 13…20% обсяг російського зовнішньоторговельного транзиту вантажів через Туреччину (включаючи водний шлях Босфор — Мармурове море — Дарданели) На території Росії стрижневим напрямком розвитку транзитних та зовнішньоторговельних вантажопотоків у рамках коридору «Північ — Південь» є залізничний напрям Бусловская — Санкт-Петербург — Москва — Рязань — Кочетовка — Ртіщево — Саратов — Волгоград — Астрахань протяжністю 2513 км.

## Маршрути прямування вантажів
Коридор передбачає три основних маршруту проходження вантажів щодо Каспійського моря:
- Транскаспійський: через порти Астрахань, Оля, Махачкала. 2004 року була побудована залізнична гілка до порту Оля. 14 серпня 2025 року підрозділи Сил спеціальних операцій Збройних сил України, у взаємодії з іншими складовими Сил оборони, здійснили вогневе ураження морського порту «Оля», який використовується як перевалочним пунктом з транспортуванням іранського озброєння, що використовується в ході російської збройної агресії проти України[6].
- Східний: пряме залізничне сполучення через Казахстан, Узбекистан та Туркменістан з виходом на залізничну мережу Ірану за чинним прикордонним переходом Теджен — Серахс. Договір про будівництво дороги в обхід Узбекистану підписаний 2007 року, відкриття заплановане на 2013 рік.
- Західний: напрямок Астрахань — Махачкала — Самур, далі по території Азербайджану до планованої прикордонної станції Астара. По території Ірану транзит повинна забезпечувати майбутня лінія Астара — Решт — Казвін. відкриття заплановане на 2013 рік.

### Транскаспійський
З російського боку маршрут проходить через порти Астрахань, Оля, Махачкала.
Будівництво залізничної гілки до порту Оля розпочалося 1 жовтня 2003 року. Рух було урочисто відкрито 28 липня 2004. У першому півріччі 2010 року в порт Оля прибуло 5700 вагонів вантажу для відправки в Іран.
З іранської сторони маршрут проходить через порти Анзалі, Амірабад та Ноушехр.

### Східний
Східний маршрут являє собою пряме залізничне сполучення. Стара його гілка проходить через Каракалпакию (Казахстан, Узбекистан, Туркменістан) з виходом на залізничну мережу Ірану з прикордонного переходу Теджен — Сарахс. Перестановка вагонів здійснюється на станції Сарахс.
Нова гілка через Болашак (безпосередньо з Казахстану в Туркменістан) побудована 2014 року і виходить на Іран з прикордонного переходу Етрек — Горган.

### Західний
По західній гілці коридору маршрут проходить за напрямком Астрахань — Махачкала — Самур, далі по території Азербайджану до планованої прикордонної станції Астара. По території Ірану транзит повинна забезпечувати нова лінія Астара — Решт — Казвін. Станом на березень 2011 року завершувалося відсипання залізничного полотна на ділянці Казвін — Решт. Станом на жовтень 2012 року, влада Ірану обіцяє відкрити рух по лінії в червні 2013 року.
Рух вантажів від Самура за існуючим маршрутом через території Азербайджану та Вірменії з виходом в Іран через прикордонну станцію Джульфа заблоковано з політичних мотивів. В 2009 році у Вірменії була створена «Дирекція з будівництва залізниці Північ-Південь», яка відповідальна за будівництво та пошук джерел фінансування будівництва дороги між Вірменією та Іраном. Угода про будівництво дороги підписана 29 січня 2013, одним з інвесторів стане дубайська інвестиційна компанія «Rasia».

## Подібні проєкти
5 травня 2017 року Індія на засіданні Африканського банку розвитку в Гуджараті представила дорожню карту коридору зростання Азії та Африки (AAGC). Інститут досліджень та інформаційних систем для країн, що розвиваються (RIS), Нью - Делі, Інститут економічних досліджень АСЕАН і Східної Азії (ERIA), Джакарта, і Інститут країн, що розвиваються (IDE-JETRO), Токіо, розробили цей документ на основі консультацій з азійськими та африканськими аналітичними центрами. Вона спрямована на індо-японську співпрацю з метою розвитку якісної інфраструктури в Африці, доповненої цифровим підключенням, що сприятиме реалізації ідеї створення вільного та відкритого Індо-Тихоокеанського регіону. AAGC надаватиме пріоритет проектам розвитку у галузі охорони здоров'я та фармацевтики, сільського господарства та агропереробки, управління стихійними лихами та підвищення кваліфікації. Аспекти зв'язку AAGC будуть доповнені якісною інфраструктурою.

## Критика
Основними недоліками міжнародного коридору «Північ — Південь» називають відсутність між Росією та Іраном прямого залізничного сполучення та повільна робота митниці в російських портах.